# Георги Коларов
Проф. Георги Петров Коларов е български художник-керамик.

## Биография и творчество
Роден на 14 декември 1909 г. в Силистра. Основно образование получава в Силистра и след това заминава при вуйчо си в Русе, където завършва Русенската гимназия. През 1932 г. кандидатства в Художествената академия при проф. Стоян Райнов. Завършва с отличен успех през 1937 г. академията. Работи като декоратор и керамик. През есента на 1937 г. прави съвместно с проф. Стоян Райнов керамична изложба в една от залите на Академията. През 1939 г. след спечелен конкурс заминава на специализация в Мюнхен в Академията за приложни изкуства в Мюнхен при поф. Рихард Клайн. Завръща се от Мюнхен през 1940 г. и прави керамично ателие на ул. „Тракия“. Става член на СБХ. От това време е и участието му като проектант и декоратор на палатата на Министерството на земеделието на Пловдивския мострен панаир заедно с колегите си Димитър Ангелов, Борис Коцев, Иван Манев, Кочо Гърнев и др. От 1945 до 1961 г. той изработва едни от значимите си работи с които прави впечатление в общите художествени изложби на СБХ като „Добруджански комин“ – 1954 г., фигурална пластика „Свещник“ – 1949 г., декоративна форма „Павур“ – 1952 г.,Фигурална пластика „Орел“ – 1959 г. и др. На втората обща художествена изложба на приложните изкуства през 1958 г. той представя едно керамично пано „Райна Княгиня“, което е един нов експеримент ново постижение в българската керамична практика. Коларов има голям принос в създаването на оригиналната рецепта на керамична маса със светъл череп за художествена керамика по подобие на керамичната маса с която са работили германските керамици, като е използвал местни глини и суровини, до този момент българските художници-керамици, както и в Академията са работили с червената „пернишка“ глина и с „Троянската червена глина“. Той първи се ориентира към „шамотната маса“ за външните-фасадни керамични пана и др. оформления. През 1961 г. постъпва като преподавател по керамична технология в Художествената академия, а от 1968 е доцент по художествено оформление на порцелана, като по това време създава и новата специалност „Силикатни форми“ или още казано „Формообразуване на керамичните изделия“. От 1970 г. е професор по специалността „Силикатни форми“. Той е първия български керамик, който от 1973 г. е избран за член на международната Академия по керамика към ЮНЕСКО в Женева. Участва в международни конкурси по керамика в Бари, Фаенца, Валорис, Щутгарт. Награден със златен медал на президента на Камарата на депутатите в Италия на XXVI международен конкурс по художествена керамика във Фаенца. Участва във всички общи художествени изложби, които организира СБХ. създава много керамични пластики и оформления от керамични пана на жилищни и обществени сгради, като външното оформление на фасадата на зала Универсиада – „Баскетболисти“ – 1965 г. заедно с Иван Фунев и Стефан Пейчев, в Разград – керамично фасадно пано „Семейство“ – 1973 г., в Кърджали прави керамично пано „Физкултурници“ – 1976 г. В гастронома на ЦУМ заедно с проф. Райнови и Стефан Пейчев прави керамична релефна пластика на една цяла стена. Той е един от новаторите между керамиците който използва и прилага в художествената керамика, материали и технологични похвати и приоми благодарение на големите си и всестранни познания в областта на керамичната технология. Носител е на голямата награда на Столичната община и други държавни награди.
Умира на 20 януари 1996 г. след кратко боледуване в София.